# Lista de senadores do Brasil da 41.ª legislatura
Esta é a lista de senadores do Brasil da 41.ª legislatura do Congresso Nacional. Inclui-se o nome civil dos parlamentares, o partido ao qual eram filiados na data da posse, sua unidade federativa de origem, bem como outras informações. Esta legislatura do Senado Federal durou de 1 de fevereiro de 1959 a 31 de janeiro de 1963.

## Mesa diretora
| Imagem | Cargo              | Nome                                                     | Partido | Estado              |
| ------ | ------------------ | -------------------------------------------------------- | ------- | ------------------- |
|        | Presidente         | Auro de Moura Andrade (Auro Soares de Moura Andrade)     | PSD     | São Paulo           |
|        | 1° Vice-Presidente | Milton Campos                                            | UDN     | Minas Gerais        |
|        | 2° Vice-Presidente | Leopoldo Melo (Leopoldo Tavares da Cunha Melo)           | PTB     | Amazonas            |
|        | 1° Secretário      | Jefferson de Aguiar                                      | PSD     | Espírito Santo      |
|        | 2° Secretário      | Saulo Ramos (Saulo Saul Ramos)                           | PTB     | Santa Catarina      |
|        | 3° Secretário      | Silvestre Péricles (Silvestre Péricles de Góis Monteiro) | PST     | Alagoas             |
|        | 4° Secretário      | Rui Carneiro                                             | PSD     | Paraíba             |
|        | 1° Suplente        | Afonso Arinos                                            | UDN     | Guanabara           |
|        | 2° Suplente        | Vitorino Freire (Vitorino de Brito Freire)               | PSD     | Maranhão            |
|        | 3° Suplente        | Alexandre Assunção                                       | PSP     | Pará                |
|        | 4° Suplente        | Sérgio Marinho                                           |         | Rio Grande do Norte |

## Senadores em exercício ao fim da legislatura
| Imagem              | Nome                                                            | Partido | Início de mandato       | Fim de mandato          | Observações |
| Alagoas             | Alagoas                                                         | Alagoas | Alagoas                 | Alagoas                 | Alagoas |
| ------------------- | --------------------------------------------------------------- | ------- | ----------------------- | ----------------------- | --- |
|                     | Silvestre Péricles (Silvestre Péricles de Góis Monteiro)        | PST     | 1° de fevereiro de 1959 | 31 de janeiro de 1967   | [ 1 ] |
|                     | Afrânio Lages (Afrânio Salgado Lages)                           | UDN     | 19 de maio de 1961      | 31 de janeiro de 1963   | Primeiro Suplente de Freitas Cavalcanti                                                                                            |
|                     | Rui Palmeira (Rui Soares Palmeira)                              | UDN     | 1° de fevereiro de 1955 | 16 de dezembro de 1968  | [ 3 ] |
| Amazonas            |                                                                 |         |                         |                         | |
|                     | Vivaldo Lima Filho (Vivaldo Palma Lima Filho)                   | PTB     | 1° de fevereiro de 1951 | 31 de janeiro de 1967   | [ 4 ] |
|                     | Antovila Vieira (Antovila Rodrigues Mourão Vieira)              | PTB     | 1° de fevereiro de 1955 | 15 de junho de 1963     | Foi 3° secretário do senado |
|                     | Leopoldo Melo (Leopoldo Tavares da Cunha Melo)                  | PTB     | 1° de fevereiro de 1955 | 18 de janeiro de 1962   | [ 6 ] |
| Bahia               |                                                                 |         |                         |                         | |
|                     | Otávio Mangabeira                                               | UDN     | 1° de fevereiro de 1959 | 29 de novembro de 1960  | Faleceu no exercício do cargo |
|                     | João de Lima Teixeira                                           | PTB     | 1° de fevereiro de 1955 | 31 de janeiro de 1963   | |
|                     | Ovídio Teixeira (Ovídio Antunes Teixeira)                       | UDN     | 8 de abril de 1959      | 31 de janeiro de 1963   | Primeiro Suplente de Juracy Magalhães                                                                                              |
| Ceará               |                                                                 |         |                         |                         | |
|                     | Francisco de Menezes Pimentel                                   | PTB     | 1° de fevereiro de 1959 | 31 de janeiro de 1971   | Eleito em sufrágio suplementar |
|                     | Fausto Cabral (Fausto Augusto Borges Cabral)                    | PTB     |                         |                         | Primeiro Suplente de Parsifal Barroso                                                                                              |
|                     | Manuel Fernandes Távora (Manuel do Nascimento Fernandes Távora) | UDN     | 1° de fevereiro de 1943 | 31 de janeiro de 1963   | [ 7 ] |
| Espírito Santo      |                                                                 |         |                         |                         | |
|                     | Jefferson de Aguiar                                             | PSD     | 1° de fevereiro de 1959 | 31 de janeiro de 1967   | |
|                     | Ari Viana (Ari de Siqueira Viana)                               | PSP     | 1° de fevereiro de 1955 | 31 de janeiro de 1963   | [ 8 ] |
|                     | Silvino del Caro                                                | PRP     |                         |                         | |
| Guanabara           |                                                                 |         |                         |                         | |
|                     | Afonso Arinos                                                   | UDN     | 15 de março de 1959     | 1° de fevereiro de 1967 | Foi Ministro das Relações Exteriores no governo Jânio Quadros (31 de janeiro a 25 de agosto de 1961)                               |
|                     | Aguinaldo de Castro (Aguinaldo Caiado de Castro)                | PTB     | 1° de fevereiro de 1955 | 31 de janeiro de 1963   | [ 9 ] |
|                     | Gilberto Marinho                                                | PSD     | 1° de fevereiro de 1955 | 31 de janeiro de 1970   | Presidente do Senado no biênio 1969-1970                                                                                           |
| Goiás               |                                                                 |         |                         |                         | |
|                     | Taciano Melo                                                    | PSD     | 1° de fevereiro de 1959 | 3 de outubro de 1961    | Devido a um acordo político renunciou ao mandato em 1961 de modo a permitir a eleição de Juscelino Kubitschek ao senado por Goiás. |
|                     | Jerônimo Coimbra Bueno (Jerônymo Coimbra Bueno)                 | UDN     | 1° de fevereiro de 1955 | 31 de janeiro de 1963   | [ 11 ] |
|                     | Pedro Ludovico Teixeira                                         | PSD     | 1° de fevereiro de 1955 | 31 de janeiro de 1969   | [ 12 ] |
| Maranhão            |                                                                 |         |                         |                         | |
|                     | Eugênio Barros                                                  | PSD     |                         |                         | |
|                     | Sebastião Archer (Sebastião Archer da Silva)                    | PSD     | 1° de fevereiro de 1955 | 31 de janeiro de 1971   | [ 13 ] |
|                     | Vitorino Freire (Vitorino de Brito Freire)                      | PSD     | 31 de janeiro de 1947   | 31 de janeiro de 1971   | [ 14 ] |
| Mato Grosso         |                                                                 |         |                         |                         | |
|                     | Fernando Correia da Costa                                       | UDN     | 15 de março de 1959     | 30 de janeiro de 1961   | Eleito governador de Mato Grosso em 1960                                                                                           |
|                     | Filinto Müller (Filinto Strubing Müller)                        | PSD     | 31 de janeiro de 1947   | 11 de julho de 1973     | [ 15 ] |
|                     | João Vilas Boas                                                 | UDN     | 30 de janeiro de 1946   | 31 de janeiro de 1963   | [ 16 ] |
| Minas Gerais        |                                                                 |         |                         |                         | |
|                     | Milton Campos (Milton Soares Campos)                            | UDN     | 31 de janeiro de 1955   | 31 de janeiro de 1959   | |
|                     | Benedito Valadares (Benedito Valadares Ribeiro)                 | PSD     | 1° de fevereiro de 1955 | 31 de janeiro de 1971   | [ 17 ] |
|                     | João Lima Guimarães                                             | PTB     |                         |                         | Primeiro Suplente de Lúcio Bittencourt                                                                                             |
| Pará                |                                                                 |         |                         |                         | |
|                     | Alexandre Assunção                                              | PSP     |                         |                         | |
|                     | Joaquim Lobão da Silveira                                       |         | 31 de janeiro de 1959   | 31 de janeiro de 1971   | Eleito em suplementares |
|                     | Paulo Fender                                                    |         |                         |                         | Terceiro suplente |
| Paraíba             |                                                                 |         |                         |                         | |
|                     | Rui Carneiro                                                    | PSD     | 1° de fevereiro de 1951 | 20 de julho de 1977     | Faleceu no exercício do cargo |
|                     | Argemiro de Figueiredo                                          | UDN     | 1° de fevereiro de 1955 | 31 de dezembro de 1962  | [ 19 ] |
|                     | João Arruda (João Cavalcanti de Arruda)                         | UDN     | 1° de fevereiro de 1955 | 31 de janeiro de 1963   | [ 20 ] |
| Paraná              |                                                                 |         |                         |                         | |
|                     | Abilon Neves                                                    | PTB     | 15 de março de 1959     | 12 de dezembro de 1959  | Faleceu no exercício do cargo |
|                     | Gaspar Veloso                                                   |         |                         |                         | Suplente |
|                     | Alô Guimarães (Alô Ticoulat Guimarães)                          | PSD     | 1° de fevereiro de 1955 | 31 de janeiro de 1963   | Eleito e depois suplente |
| Pernambuco          |                                                                 |         |                         |                         | |
|                     | Barros Carvalho                                                 | PTB     | 30 de janeiro de 1947   | 31 de janeiro de 1959   | |
|                     | Antônio de Novais Filho (Antônio de Novaes Mello Avelins Filho) | PSD     | 21 de janeiro de 1946   | 31 de janeiro de 1963   | [ 22 ] |
|                     | Jarbas Maranhão (Jarbas Cardoso de Albuquerque Maranhão)        | UDN     | 1° de fevereiro de 1955 | 31 de janeiro de 1963   | [ 23 ] |
| Piauí               |                                                                 |         |                         |                         | |
|                     | Joaquim Parente                                                 | UDN     | 1 de fevereiro de 1951  | 1° de fevereiro de 1958 | |
|                     | Leônidas Melo (Leônidas de Castro Melo)                         | PSD     | 1° de fevereiro de 1955 | 31 de janeiro de 1963   | [ 24 ] |
|                     | Matias Olímpio (Matias Olímpio de Melo)                         | PSD     | 31 de janeiro de 1946   | 31 de janeiro de 1963   | [ 25 ] |
| Rio de Janeiro      |                                                                 |         |                         |                         | |
|                     | Miguel Couto Filho                                              | PTB     | 31 de janeiro de 1948   | 11 de setembro de 1957  | |
|                     | Paulo Fernandes (Paulo da Silva Fernandes)                      | PTB     | 1° de fevereiro de 1955 | 31 de janeiro de 1963   | [ 26 ] |
|                     | Arlindo Rodrigues                                               |         |                         |                         | Primeiro Suplente |
| Rio Grande do Norte |                                                                 |         |                         |                         | |
|                     | Dix-Huit Rosado                                                 | UDN     | 16 de janeiro de 1947   | 31 de janeiro de 1959   | |
|                     | Dinarte Mariz (Dinarte de Medeiros Mariz)                       | UDN     | 1° de fevereiro de 1955 | 30 de janeiro de 1956   | Primeiro Suplente? |
|                     | Sérgio Marinho                                                  |         |                         |                         | |
| Rio Grande do Sul   |                                                                 |         |                         |                         | |
|                     | Guido Mondin (Guido Fernando Mondin)                            | PRP     | 1° de fevereiro de 1959 | 31 de janeiro de 1975   | Nomeado Ministro do Tribunal de Contas da União                                                                                    |
|                     | Mem de Sá (Mem de Azambuja Sá)                                  | PSD     | 1° de fevereiro de 1956 | 31 de janeiro de 1971   | Foi Ministro da Justiça (14 de janeiro a 28 de junho de 1966) no governo Castelo Branco.                                           |
|                     | Daniel Krieger                                                  | UDN     | 1° de fevereiro de 1955 | 31 de janeiro de 1979   | [ 28 ] |
| Santa Catarina      |                                                                 |         |                         |                         | |
|                     | Irineu Bornhausen                                               | UDN     | 1° de março de 1951     | 31 de janeiro de 1959   | Primeiro-Secretário do Senado, conduziu a posse de Juscelino Kubitschek                                                            |
|                     | Nereu Ramos (Nereu de Oliveira Ramos)                           | PSD     | 1° de fevereiro de 1955 | 16 de julho de 1958     | Presidente do Brasil no biênio (1955-1956) Faleceu no exercício do cargo                                                           |
|                     | Saulo Ramos (Saulo Saul Ramos)                                  | PTB     | 1° de fevereiro de 1955 | 31 de janeiro de 1961   | [ 30 ] |
| São Paulo           |                                                                 |         |                         |                         | |
|                     | Benedito Calazans                                               | UDN     |                         |                         | Suplente de César Vergueiro |
|                     | Auro de Moura Andrade (Auro Soares de Moura Andrade)            |         | 1° de fevereiro de 1951 | 31 de janeiro de 1971   | [ 31 ] |
|                     | Antônio Barros Filho                                            |         |                         |                         | Primeiro Suplente |
| Sergipe             |                                                                 |         |                         |                         | |
|                     | Heribaldo Vieira                                                | UDN     |                         |                         | |
|                     | Jorge Maynard                                                   |         |                         |                         | |
|                     | Lourival Fontes                                                 | UDN     | 1° de fevereiro de 1955 | 31 de janeiro de 1963   | [ 32 ] |